# باتريشيا راتو
باتريشيا راتو (من مواليد عام 1962) هي أستاذة وكاتبة أرجنتينية تعيشُ وتعمل في تانديل وهي بلدةٌ تقعُ في جنوب مقاطعة بوينس آيرس. اشتهرت باتريشيا راتو بفضل رواياتها؛ حيثُ نشرت في عام 2006 روايةً تحتَ عنوان الرجل الأبيض الصغير (بالإسبانية: Pequeños hombres blancos)‏ ثمَّ نشرت في عام 2008 روايةً ثانية بعنوان عُقدة (بالإسبانية: Nudos)‏ أما روايتها الثالثة فصدرت عام 2012 بعنوان صوتٌ خفيفٌ (بالإسبانية: Trasfondo)‏.

## المسيرة المهنيّة
بدأت باتريشيا راتو مسيرتها المهنيّة في عالم الأدب عبر نشرِ رواية الرجل الأبيض الصغير (بالإسبانية: Pequeños hombres blancos)‏ وهي روايةٌ تحكي فيها قصّة شابٍ يُعين في منصب «مُدرِّسٍ إقليمي» خلال الحرب القذرة في سبعينيات القرن الماضي، في حين كانت روايتها الثانية مُخالفة للأولى من حيثُ النوع والجنس فبطلُ رواية عقدة (بالإسبانية: Nudos)‏ هذه المرَّة هو أخصائيّ اجتماعي يحكي عشرات القصص التي سمعها والتي رُويت عليه من أفراد المجتمع الأرجنتيني خلال سنوات عمله الطويلة. حقَّقت هذه الرواية نجاحًا محليًا ملحوظًا ووُصفت من قِبل جريدة إيكو المحليّة بأنها «روايةٌ تجاوزت كل التوقعات.»
موعدُ باتريشيا راتو مع الشهرة الفعليّة محليًا وإقليميًا كان في عام 2012 حينما نشرت روايتها الثالثة بعنوان صوتٌ خفيفٌ (بالإسبانية: Trasfondo)‏ وهي الرواية التي أعادت فيها بناء سيناريو خيالي وتخيّلي لما حصلَ لغواصة سان لويس في حرب الفوكلاند؛ فبعد غرق الجنرال بِلْغْرَانُو والعودة اللاحقة للأسطول الأرجنتيني إلى الميناء كانت سان لويس السفينة الأرجنتينية الوحيدة في البحر في منطقة الحرب. تُصوِّر باتريشيا راتو عزل الغواصة وطاقمها الذي غرق في عرض البحر وصار من الصعب عليهم تمييز الحركة في ظلّ الضباب الكثيف وباقي العوامل المؤثرة؛ لكنهم يُكافحون من أجل النجاة وفي النهاية يتبيَّنُ أن راوي الرواية وهو بحار كان قد تُوفي قبل أن تبحر الغواصة أصلًا وكل ما طرحهُ كان عبارةً عن تفاعلٍ مع زملائه في الطاقم لا غير. لقد حاولت باتريشيا راتو في روايتها هذه الإجابة على سؤال رئيسي وهو: «هل يمكنُ للمرء أن يموت حقًا دون أن يعرف؟»
في ردود الأفعال على هذه الرواية؛ أثنى الكاتبُ في صحيفة الأمَّة (بالإسبانية: La Nación)‏ السيّد أوسفالدو كيوروجا على أسلوب نثر باتريشيا بسببِ «جماله النادر ودقته الرائعة»، بينما عقد الناقد مارتن كوهان مقارنةً بين رواية باتريشيا راتو ورواية رودولفو إنريك فوغويل التي كانت قد صدرت تحتَ عنوان قُدَّاس مالفيناس (بالإسبانية: Malvinas Requiem)‏ مشيرًا إلى أن رواية رودولفو قدمت «جانبًا شبحيًا» لفترة وجيزة بينما كانت رواية باتريشيا «شبحيّة طوال الوقت» نسبةً للشخصيات ولحرب الغواصات وكذا للأحداث.

## قائمة أعمالها
- الرجل الأبيض الصغير (بالإسبانية: Pequeños hombres blancos)‏
- عقدة (بالإسبانية: Nudos)‏
- صوت خفيف (بالإسبانية: Trasfondo)‏